# براعم بقلة الماش
براعم بقلة الماش هي من خضروات الطهي التي تزرع عن طريق إنبات بقلة الماش. يمكن زراعتها عن طريق وضع وسقي الحبوب المنبتة في الظل حتى تنمو لفترة طويلة. تُزرع براعم بقلة الماش وتُستهلك على نطاق واسع في شرق وجنوب شرق آسيا، ومن السهل جدًا زراعتها، وتتطلب الحد الأدنى من الرعاية بخلاف الإمداد الثابت بالمياه. وغالبا ما تستخدم في مشاريع العلوم المدرسية.

## الزراعة

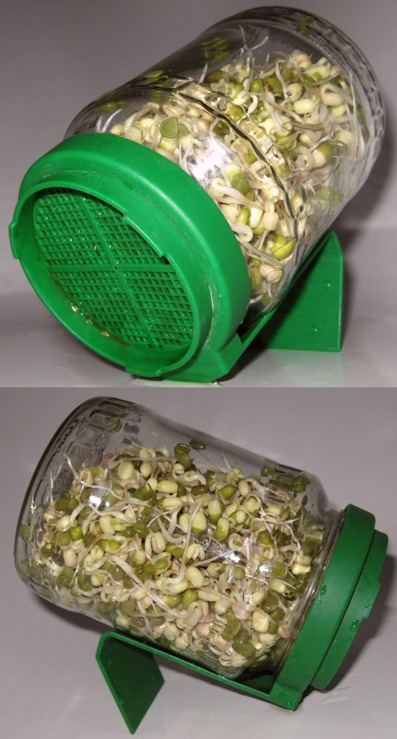
حبوب بقلة الماش في مرطبان.

يتم استخدام مجموعة متنوعة من التقنيات لإنبات حبوب بقلة الماش. من الأساليب الشائعة لمزارعي المنازل إنبات الحبوب في مرطبان، باستخدام شبكة دقيقة أو قطعة قماش موسلين مربوطة في الأعلى بشريط مطاطي أو خيط. ثم يُسكب الماء العذب في الجرة ثلاث إلى أربع مرات يوميًا. يتم بعد ذلك قلب الجرار وتركها لتجفيفها. تعتمد تقنية النمو المستخدمة على الكمية التي يريد المرء جمعها. المبادئ الأساسية هي: اختيار الحبوب الجيدة، والتأكد من عدم وصول الضوء إلى الحبوب لمنع المرارة، وكذلك ضمان حصولها على رطوبة كافية مع تجنب التشبع بالمياه.

## استخدامات الطهي
يمكن طهي براعم بقلة الماش في الميكروويف أو قليها. ويمكن أيضًا استخدامها كعنصر، على سبيل المثال، سبرنغ رول.

### الصين

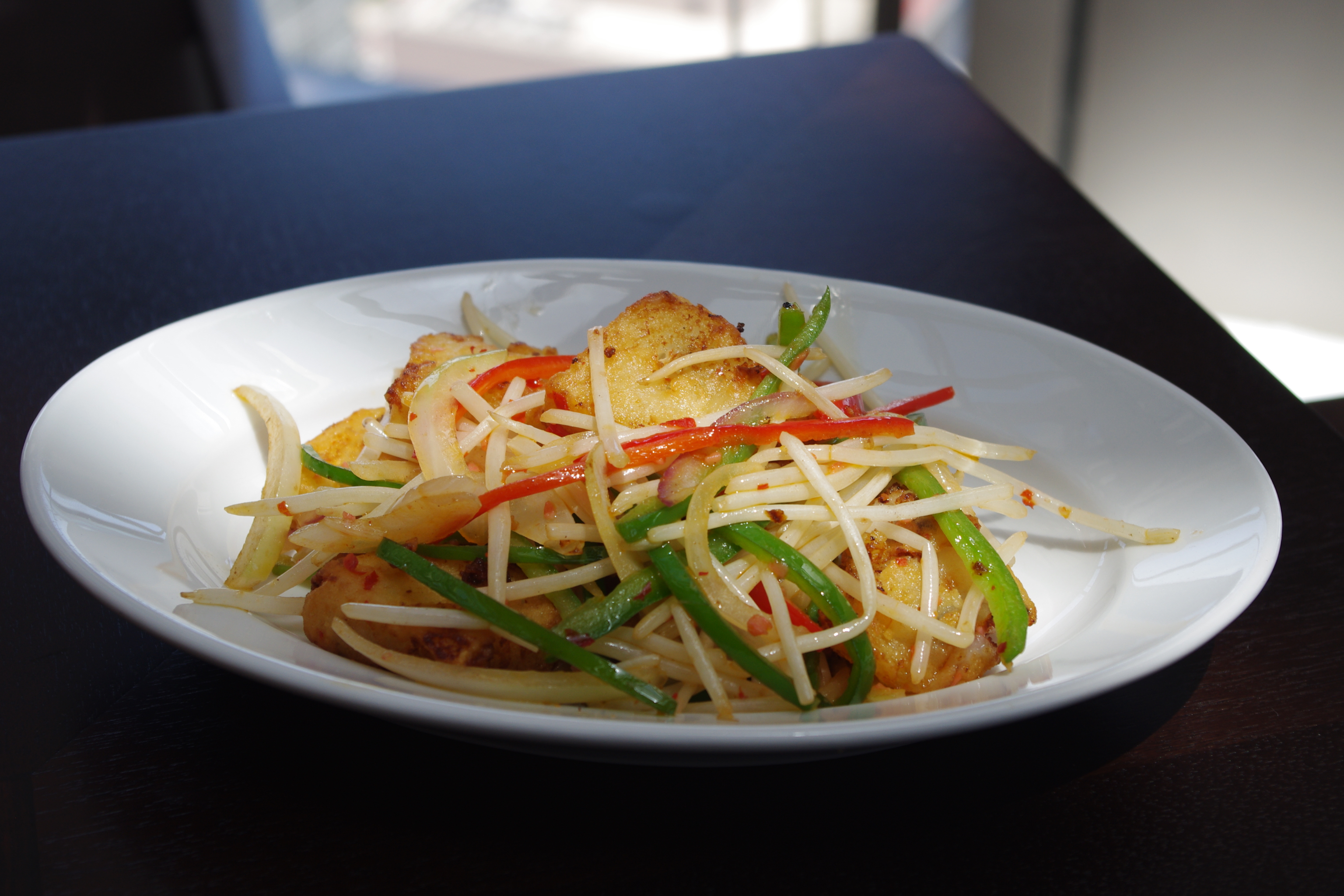
كعكة اللفت المقلية وبراعم بقلة الماش.

في المطبخ الصيني، الأطباق الشائعة التي قد تستخدم براعم بقلة الماش، والمعروفة باسم دويا (豆芽)، هي الأرز المقلي، سبرنغ رول، حساء البيض، والحساء الساخن والحامض.
في المطبخ الكانتوني، تُستخدم براعم الفاصوليا في أطباق مثل بيض فو يونغ ولحم البقر تشاو المرح.

### اليابان

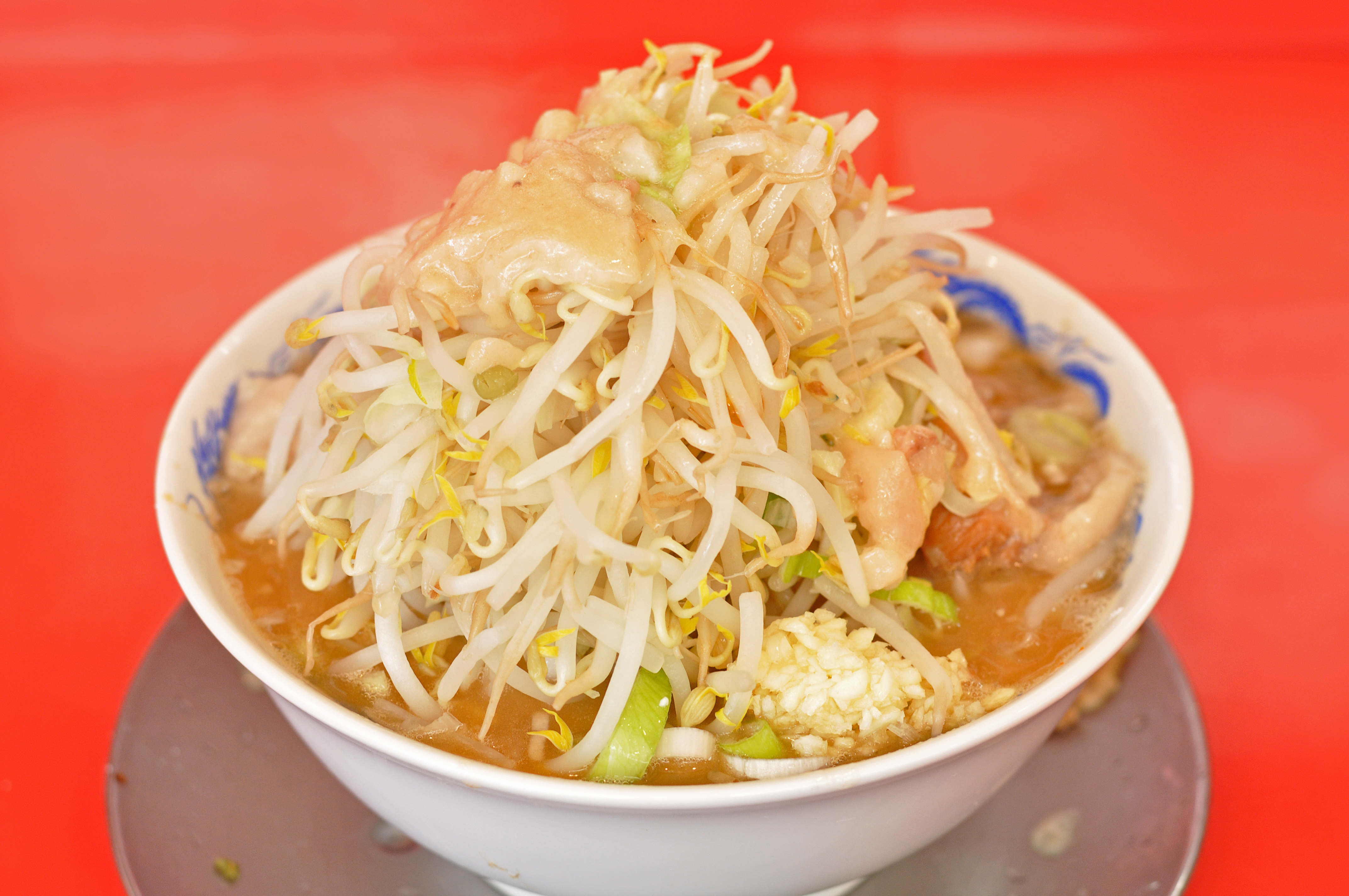
رامن مع براعم بقلة الماش

في المطبخ الياباني، يشير موياشي (もやし، "برعم الماش") بالمعنى الدقيق للكلمة إلى برعم بقلة الماش. وهي عنصر شائع في العديد من الأطباق اليابانية مثل البطاطس المقلية والحساء.

### كوريا

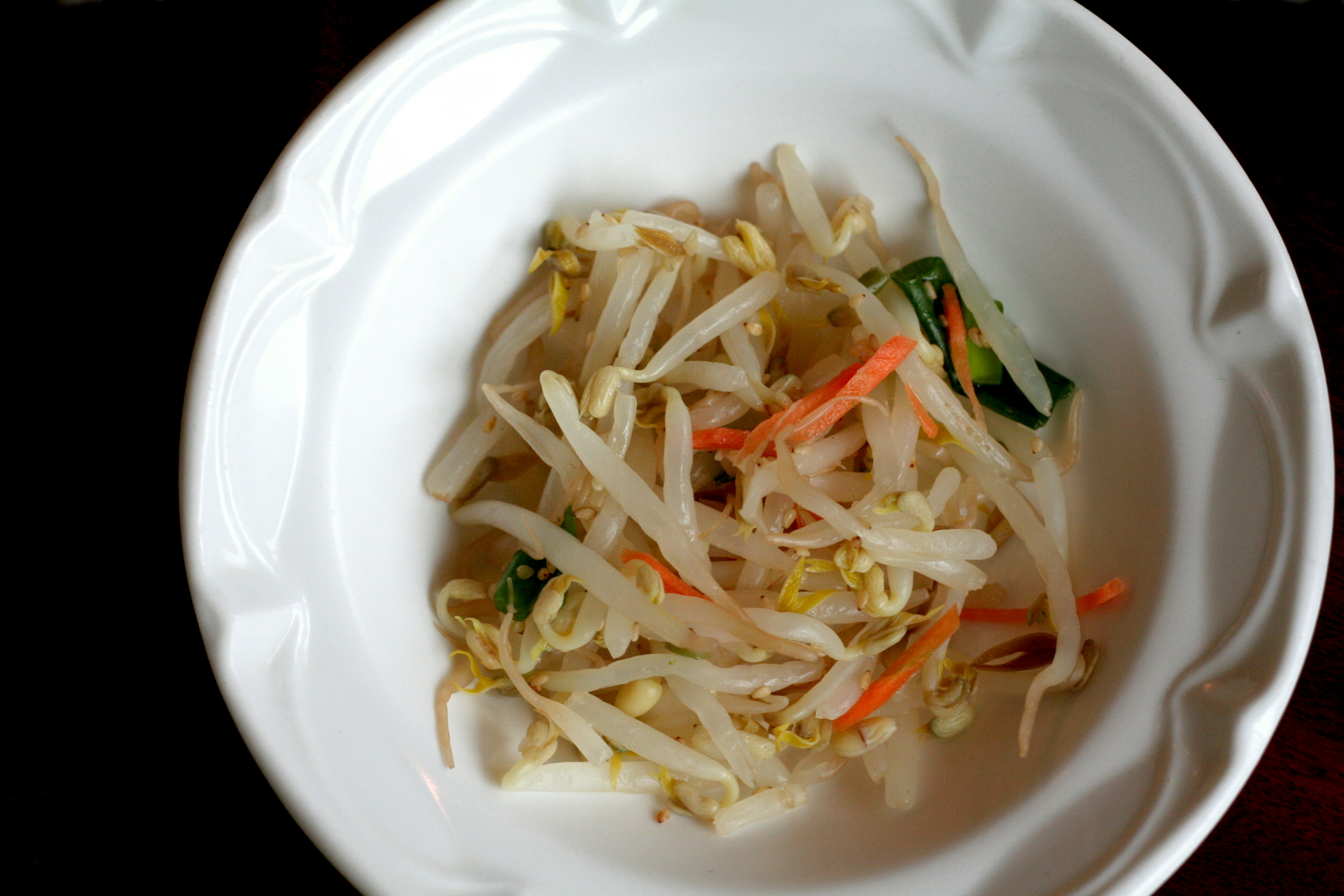
سوكجونامول (براعم بقلة الماش المتبلة)

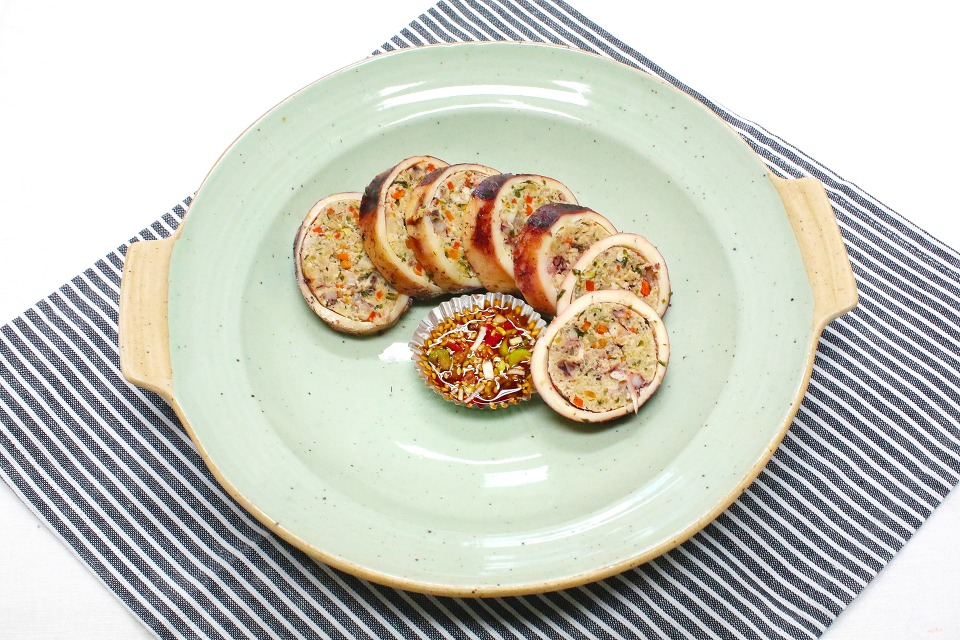
مثلجات أوجينجيو (مثلجات الحبار مع براعم بقلة الماش ومكونات أخرى كحشوة)

في المطبخ الكوري، سوكجونامول (숙주나물) يشير إلى كل من براعم بقلة الماش نفسها والنامول (طبق الخضار المتبل) المصنوع من براعم بقلة الماش. براعم بقلة الماش ليست مكونًا شائعًا مثل براعم فول الصويا في المطبخ الكوري، ولكنها تستخدم في البيبيمباب وفي حشوات الزلابية والمثلجات (السجق الكوري).
الاسم سوكجونامول مركب من سوكجو ونامول، والذي اشتق الأول من اسم سين سوكجو (1417–1475)، أحد علماء جوسون البارزين. خان سين سوكجو زملائه وفضل عم الملك كمطالب بالعرش. اعتبر الناس خطوة سين سوكجو غير أخلاقية، ولذلك أطلقوا اسمه على براعم بقلة الماش، التي تميل إلى الفساد بسهولة شديدة.

### الهند
في المطبخ الهندي، وخاصة في مطبخ ماهاراشترا، أوسال هو طبق حار يوازن حرارة الكاري مع حبوب بقلة الماش أو البراعم.